# Cap de Creus

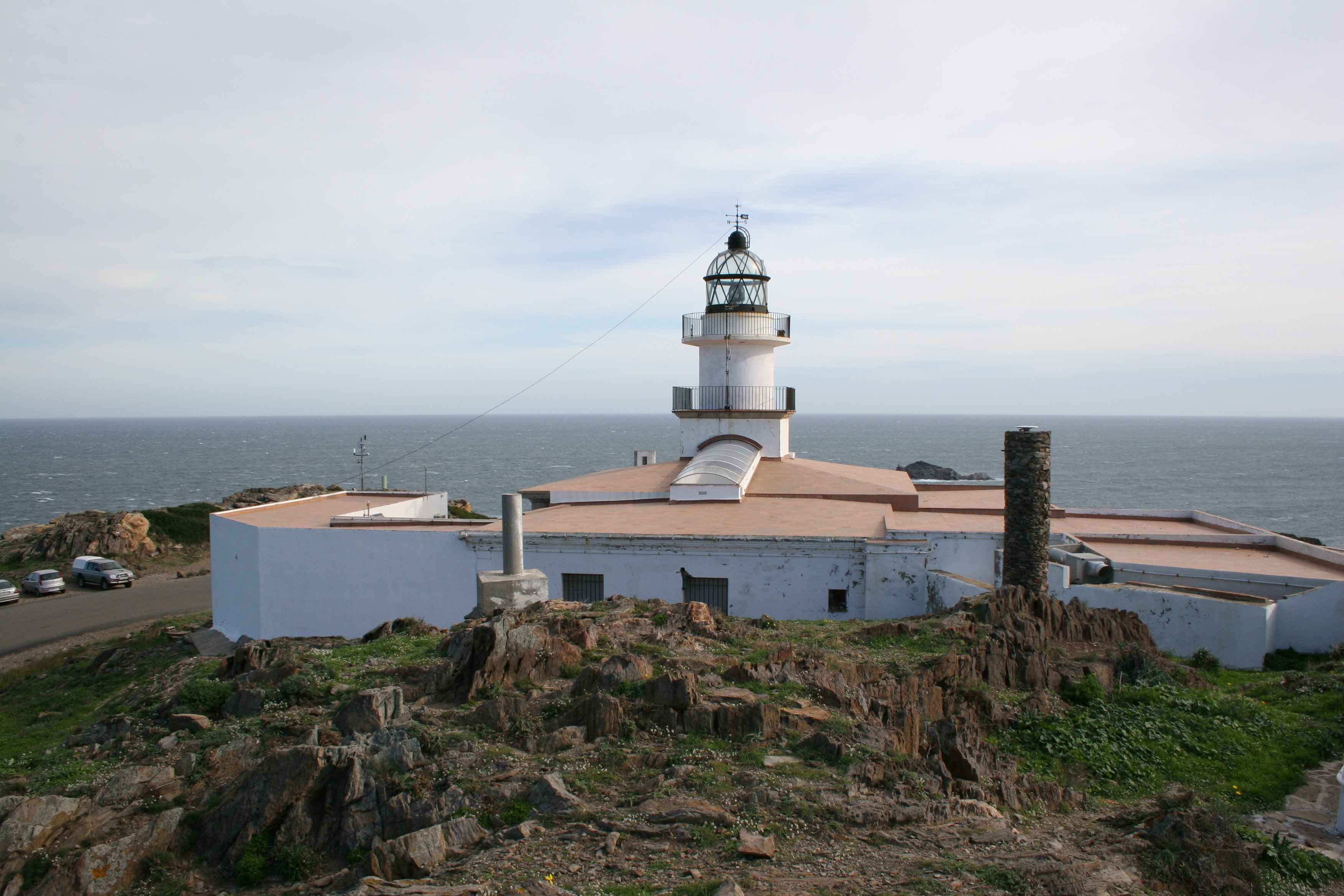
Far del cap de Creus

El cap de Creus és un cap del litoral de l'Alt Empordà (Catalunya), situat a l'extrem nord de la Costa Brava, al final d'una petita península que s'endinsa a la mar Mediterrània i que separa el golf de Roses, al sud, del golf del Lleó, al nord. Aquest cap és el punt més oriental de la península Ibèrica. L'àrea del cap pertany al terme municipal de Cadaqués i forma part del Parc Natural del Cap de Creus. A la contrada, és conegut també com a cap del Diable, i els sectors N i S de mar que el cap separa, com a mar d'Amunt i mar d'Avall, respectivament. Sobre el promontori més pròxim a la punta, a 87 msnm, hi ha un far construït sobre els fonaments d'una torre de 
senyals romana, que a la baixa edat mitjana també va servir com a torre de guaita.
Sembla que l'origen del nom no té res a veure amb "creus". La paraula ker, en la llegua ibera de la tribu dels indicets significava amuntegament pedregós o muntanya pedregosa. En arribar els romans, la zona va ser denominada Caput Kerus, llatinitzant la nomenclatura dels indígenes, que al català va passar com a Cap de Creus, ja que, de forma natural, es va buscar la forma, amb un significat real, a la paraula original.

## Península del cap de Creus
És un promontori abrupte i rocós, de 672 m d'altitud, que s'alça sobre la Mediterrània formant una petita península de caràcter muntanyós, tallada per nombroses entalladures, a forma de petites cales, orientades en funció de l'estructura de la pissarra. Des d'un punt de vista geològic i morfològic, forma part dels estreps dels Pirineus orientals, que s'enfonsen dintre del mar pel massís del cap de Creus. Sobre terrenys granítics i d'estructura laminar de l'ordovicià (paleozoic).
Està influenciat per les onades, provocades fonamentalment per la tramuntana, nom que rep un vent fred que bufa del nord i nord-oest, i pels vents de llevant. En aquesta àrea es registren unes precipitacions anuals que van entre els 500 i 800 mm; es tracta, per tant, d'un clima mediterrani humit, caracteritzat per la suavitat tèrmica i unes precipitacions moderades.
Presenta una vegetació dominant de matolls i formacions arbustives.
Península al nord de la Costa Brava que reposa sobre nivells geològics de més de 450 milions d'anys i que des del 1984 és considerada espai natural protegit amb la categoria de parc natural.

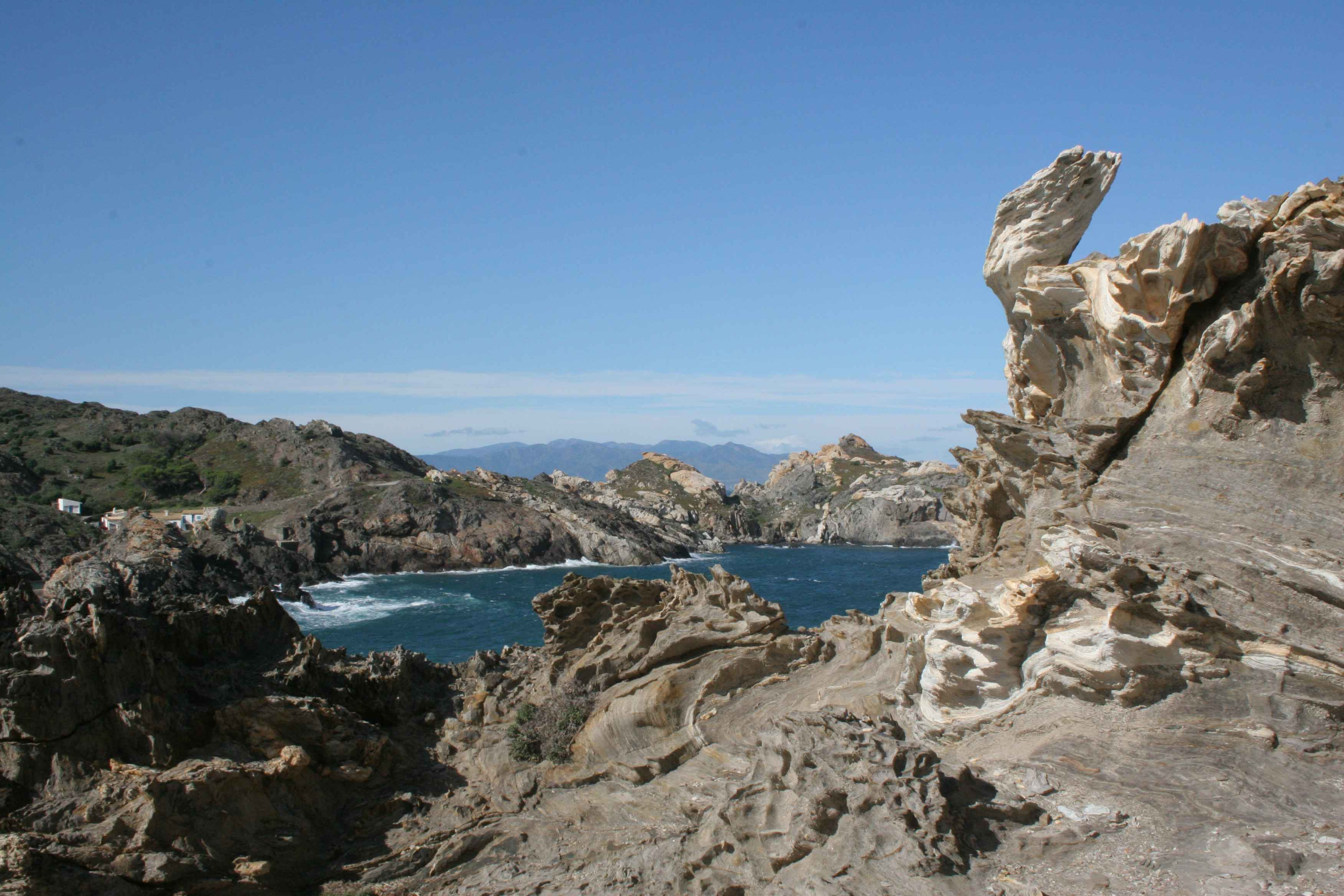
Paisatge del cap de Creus (Cala Culip)

Engloba els municipis del Port de la Selva, la Selva de Mar, Llançà, Cadaqués, Palau-saverdera, Pau, Roses i Vilajuïga. Forma un litoral extremadament abrupte, d'aigües profundes, amb abundants illots, altíssims penya-segats, escollís de roques descarnades per l'erosió i els vents, prats i boscos a l'interior, i amagades cales d'aigües transparents, sovint només accessibles des del mar. Com a punt més oriental de la península Ibérica, és un punt important de flux d'aus migratòries.
Destaca especialment la singularitat d'algunes roques associades a formes d'animals que, amb el pas del temps, han arribat a ser mítiques; és el cas de l'àguila del Pla de Tudela i el lleó del Cap Gros, o el de la roca de l'illa de Culleró, situada davant la cala del mateix nom i en la qual sembla que Salvador Dalí s'hi va inspirar per crear l'obra El gran masturbador.

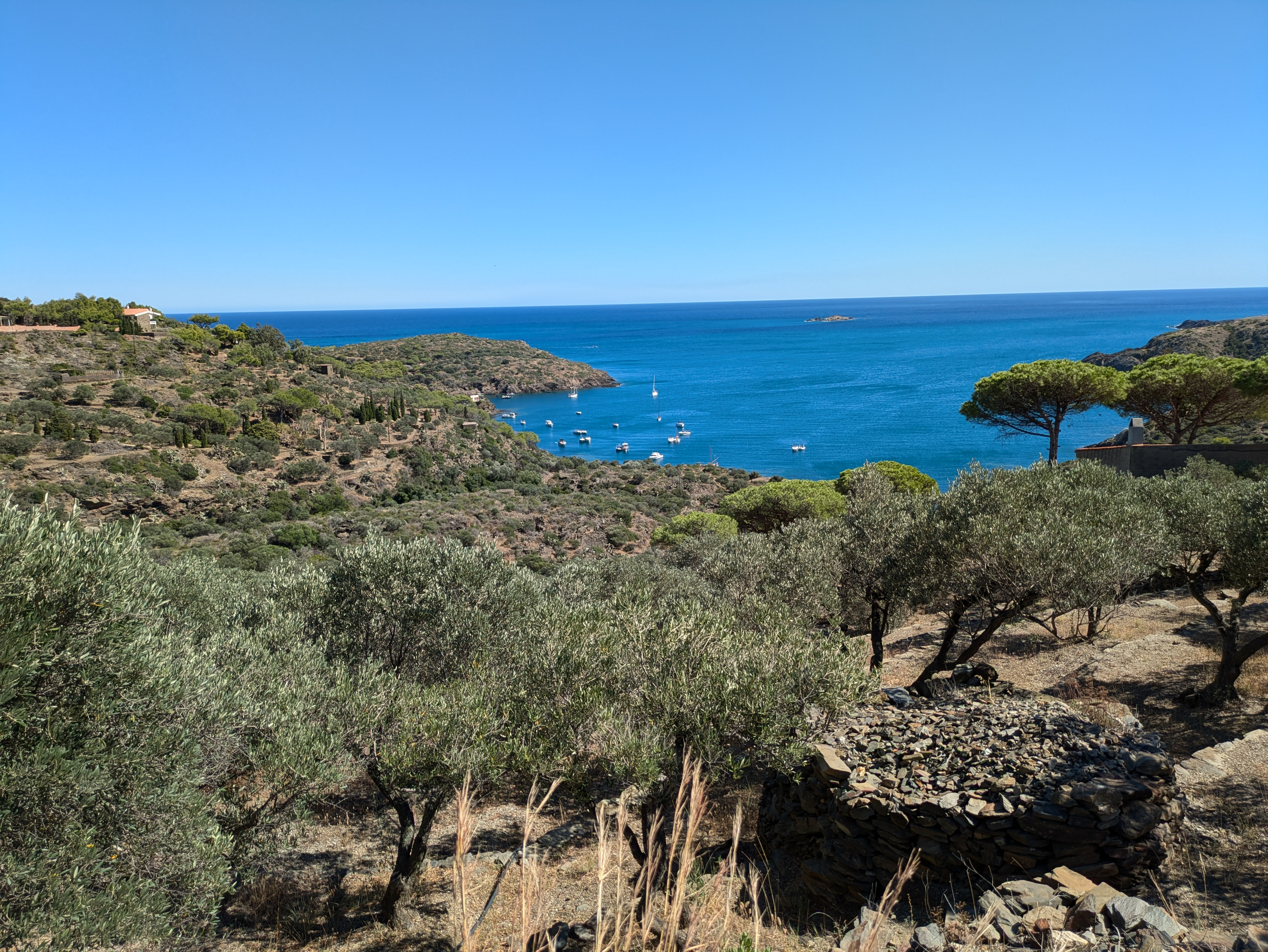
Badia de Guillola, peninsula del cap de Creus.

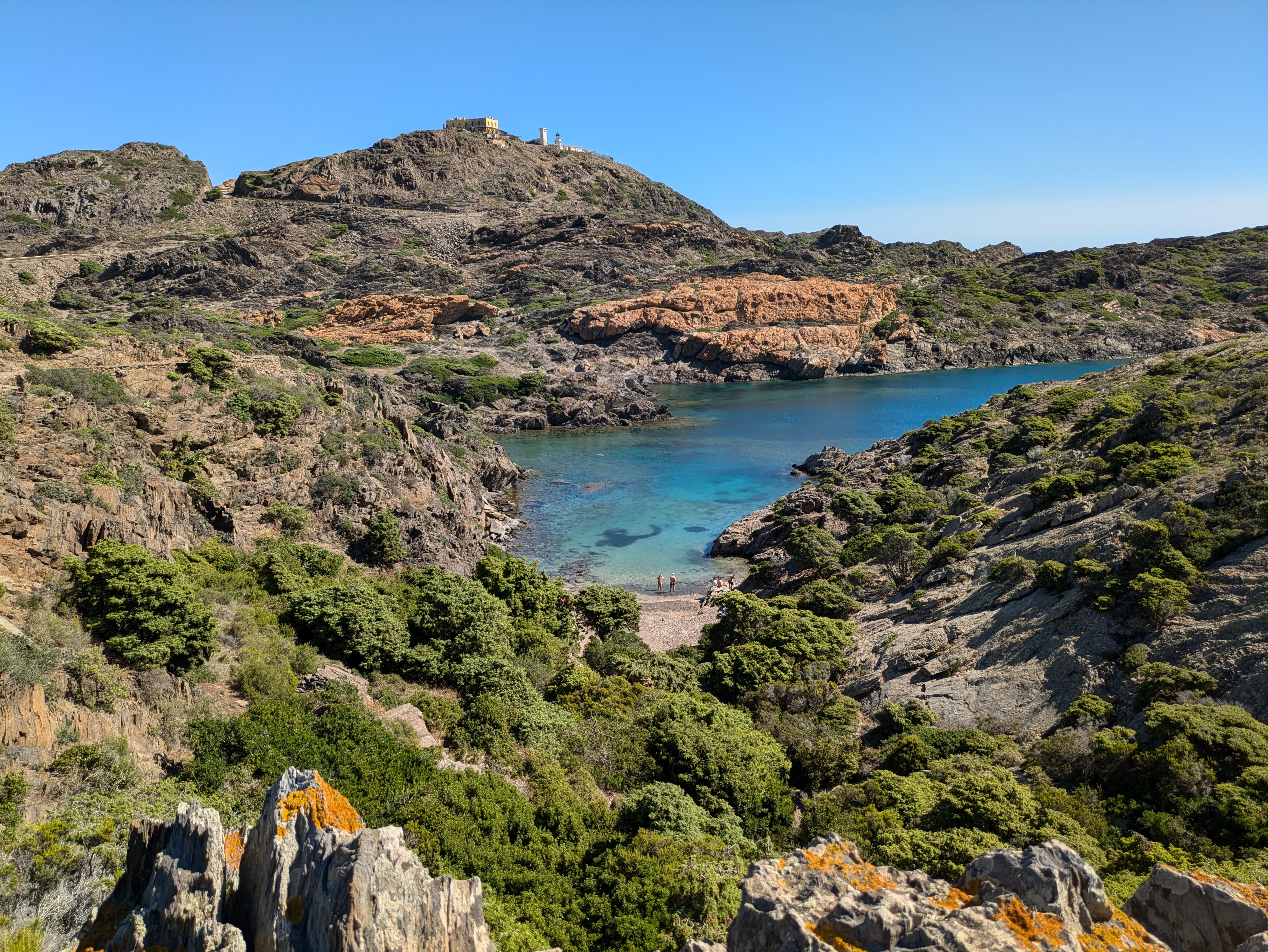
Cala Jugadora. Més enllà: la caserna i el far del cap de Creus.

## Història
Hi ha restes del poblament d'aquesta zona ja durant el període prehistòric. La zona està esquitxada de diverses restes de dòlmens. Durant l'antiguitat els rodis fundaren a prop de l'istme, Roses. Més al Nord ja en ple cap de Creus trobem Cadaqués i més al nord hi ha, a les acaballes del cap, el Port de la Selva. Durant l'època medieval es funda el Monestir de Sant Pere de Rodes. Ben entrat el segle xx es crea el Parc Natural del cap de Creus
Al cim del Pení hi ha les instal·lacions d'una estació de radar (Esquadró de Vigilància Aèria número 4, EVA-4) que pertany a l'exèrcit de l'aire espanyol, construïda pels Estats Units l'any 1959.

## El cap de Creus, font d'inspiració
La força del paisatge i de la gent de la regió del cap de Creus ha estat font d'inspiració per a diferents expressions artístiques.
LiteraturaA banda de les pàgines que autors com Eugeni d'Ors, J. V. Foix, Josep Maria de Sagarra o Josep Pla li han dedicat, destaca l'extens poema Somni de Cap de Creus, de Carles Fages de Climent, publicat pòstumament (2003).
PinturaEl motiu central de l'oli "El gran masturbador", pintat per Salvador Dalí el 1929 (Museo Nacional Centro de Arte Reina Sofía, Madrid) s'inspira, aparentment, en una roca de l'illa de Culleró, situada davant la cala Culleró (a l'oest de la cala Culip). Dalí estiuejà a Cadaqués i, a partir de 1930, a Portlligat, que esdevingué la seva residència permanent fins al 1982.
Música
- Jorge Alfredo Sarraute Sánchez, El faroner del Cap de Creus, 1989 (música per a cor)
- Rafael Cabrisas (música) i Joaquim Gay (lletra), Cap de Creus (sardana)
- Manel Rius, Cap de Creus (sardana)
- Dacosta, Cap de Creus (pop)

CinemaEl paratge fou un dels escenaris del film The Light at the Edge of the World dirigit per Kevin Billington el 1971 i protagonitzat per Yul Brynner i Kirk Douglas, una adaptació de la novel·la Le phare du bout du monde de Jules Verne. A l'extrem del cap, més enllà del far, fou construïda una torre que havia de representar el far dit del Fin del Mundo, a l'arxipèlag de la Terra del Foc (Argentina), inspiració de la novel·la, i que fou enderrocada fa pocs anys per restituir el paisatge al seu aspecte original.